# 攪拌機
攪拌機（英語：Mixer）或稱攪拌器、厨师机，是一種透過齒輪裝置運作的廚房用具，在要準備攪拌的食物碗中正確使用攪拌機，它可以自動化攪拌、敲打食材。混合器有助于自动执行搅拌、搅拌或搅拌等重复性任务。当搅拌器被面团钩代替时，也可以使用搅拌机进行揉捏。
搅拌机可以是称为打蛋器的手持式机构、手持式电动搅拌器或钻孔搅拌机（很恐怖吧）与立式搅拌机。立式搅拌机的尺寸各不相同，从家用的小型台面型号到大容量商用机器。立式搅拌机通过垂直旋转混合装置（行星式搅拌机）或旋转搅拌容器（螺旋搅拌机）来产生搅拌动作。

## 历史
带有旋转部件的混合器于 1856 年由马里兰州巴尔的摩的锡匠 Ralph Collier 获得专利。紧随其后的是 E.P. Griffith 的打蛋器于 1857 年在英国获得专利。1859 年，J.F. 和 E.P. Monroe 在美国获得了另一种手动旋转式打蛋器的专利。他们的打蛋器专利是 Dover Stamping Company 最早购买的专利之一，该公司的 Dover 打蛋器成为经典的美国品牌。“多佛打浆机”一词在 1929 年 2 月被广泛使用，从爱荷华州锡达拉皮兹的《公报》上的这个食谱中可以看出，“Hur-Mon Bavarian Cream”是一种以明胶、生奶油、香蕉和姜汁汽水为特色的鲜奶油甜点食谱。Monroe 的设计也是在英国制造的。1870 年，罗德岛州普罗维登斯的特纳·威廉姆斯 （Turner Williams） 发明了另一种“多佛”打蛋器。1884 年，俄亥俄州辛辛那提的威利斯·约翰逊 （Willis Johnson） 发明了对打蛋器的新改进。
第一台带电动机的搅拌机被认为是美国人鲁弗斯·伊士曼 （Rufus Eastman） 于 1885 年发明的搅拌机。霍巴特制造公司是大型商用搅拌机的早期制造商，他们说 1914 年推出的一种新型号在他们业务的搅拌机部分发挥了关键作用。Hobart KitchenAid 和 Sunbeam Mixmaster（1910 年首次生产）是两个非常早期的美国电动搅拌机品牌。在 1920 年代之前，家用电动搅拌机很少使用，当时它们被更广泛地用于家庭。
1908 年，霍巴特制造公司的工程师赫伯特·约翰斯顿 （Herbert Johnston） 发明了一种电动立式搅拌机。他的灵感来自于观察面包师用金属勺子混合面包面团;很快，他就开始尝试制作一个机械的样品。到 1915 年，他的 20 加仑（80 升）搅拌机已成为大多数大型面包店的标准设备。1919 年，霍巴特为家庭推出了 “Kitchen Aid Food Preparer”（立式搅拌机）。
旧型号的混合器最初按作名称列出每种速度（例如：如果是 3 档速混合器，则 Beat-Whip 将是最高速）;这些速度现在按编号列出。

## 变体

### 打蛋器
打蛋器是一种手持设备，侧面有一个曲柄，适用于一个或多个打蛋器。用户用一只手握住手柄，另一只手作曲柄，旋转曲柄即可进行搅拌。

### 立式搅拌机
立式搅拌机将驱动旋转动作的电机安装在承受设备重量的框架或支架上。与手持式搅拌机相比，立式搅拌机更大，电机更强大。它们通常有一个特殊的碗，在搅拌机运行时被锁定到位。典型的家用立式搅拌机将包括一个用于搅打奶油和蛋清的金属丝搅拌器;用于混合面糊的扁平搅拌器;和一个用于揉捏的面团钩。立式搅拌机根据转鼓是否旋转分为螺旋式或行星式。
立式搅拌机通常有台面式（也称为台式）或落地式两种型号。重型商用车型的碗容量可以超过 25 美制加仑（95 升）并且重达数千磅（公斤），但更典型的家用和轻型商用车型配备的碗容量约为 1 美制加仑（3.8 升）。搅拌机是台面式还是落地式取决于其尺寸。尺寸为 5 美制加仑（19 升）或更小的搅拌机往往是台面搅拌机，而较大的搅拌机由于其尺寸和重量而往往是落地式搅拌机。

#### 螺旋式与行星式立式搅拌机
螺旋搅拌机是混合面团的专业工具。螺旋形搅拌器反向旋转，而动力转鼓则沿相反方向旋转。与类似动力的行星式混合机相比，这种方法使螺旋混合机能够更快地混合相同大小的面团批次，并且混合不足的面团更少。与行星式搅拌机相比，螺旋搅拌机可以以更小的搅拌器摩擦力混合面团。这使得面团可以在不升高温度的情况下混合，确保面团可以适当膨胀。螺旋混合机是较厚产品的首选，例如比萨饼、百吉饼或馕饼的面团。
行星式搅拌机由一个转鼓和一个搅拌器组成。转鼓保持静止，而搅拌器在转鼓周围快速移动以混合其内容物。行星式搅拌机能够混合各种成分，比螺旋式搅拌机用途更广。行星式混合器可用于搅打和混合，而螺旋混合器则不能。

### 手动搅拌器
[编辑源代码]
手动混合器是一种手持式混合设备。手柄安装在包含电机的外壳上。电机驱动浸入食物中的搅拌器以执行混合动作。电机必须重量轻，因为在使用过程中由用户支撑。用户在混合时可以使用任何合适的厨房容器来盛放食材。
Sunbeam Corporation 于 1953 年提交了第一项手持式电动搅拌机专利，并于 1961 年获得授权。

### 面团搅拌机
面团搅拌机用于家庭或工业用途。它用于揉捏大量面团。它是电动的，具有计时器和各种控件以满足用户的需要。面团搅拌机的一些功能包括高速、低速和碗反转（这些可以组合成一个程序）和碗中央的揉面杆。
- 打蛋器
- 果汁機

1. ↑  . zh.kindle-tech.com.   [2025-07-04] （中文）.
2. ↑  US16267A,「Ealph collier」,发行于1856-12-23
3. ↑  US23694A,「moneoe」,发行于1859-04-19
4. ↑  . Newspapers.com.   [2025-07-04] （美国英语）.